# Tránh thai khẩn cấp

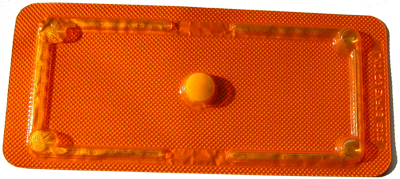
Emergency contraception

Tránh thai khẩn cấp (emergency contraception, EC) là các biện pháp tránh thai có thể được sử dụng sau khi quan hệ tình dục để tránh thai. Tránh thai khẩn cấp đã không được chứng minh là ảnh hưởng đến tỷ lệ phá thai trong một quốc gia.
Có nhiều hình thức khác nhau của tránh thai khẩn cấp. Thuốc tránh thai khẩn cấp (ECP), có khi được gọi đơn giản là "thuốc uống buổi sáng hôm sau" dùng để phá vỡ hoặc trì hoãn rụng trứng hoặc thụ tinh, điều mà cần thiết cho việc mang thai. Thuốc tránh thai khẩn cấp và thuốc phá thai không giống nhau. ECP hoạt động bằng cách ngăn ngừa hoặc trì hoãn rụng trứng và do đó ngăn ngừa mang thai, không phải phá thai. Vòng tránh thai - thường được sử dụng thường xuyên như một biện pháp tránh thai chính, đôi khi được sử dụng như biện pháp tránh thai khẩn cấp.

## Thuốc uống tránh thai khẩn cấp
Thuốc uống tránh thai khẩn cấp (ECP) (đôi khi được gọi là thuốc tránh thai nội tiết khẩn cấp, EHC) có thể chứa liều cao hơn của cùng loại hormone (estrogen, proestin hoặc cả hai) được tìm thấy trong thuốc tránh thai kết hợp thường xuyên. Được thực hiện sau khi quan hệ tình dục không được bảo vệ hoặc thất bại trong việc ngừa thai, liều cao hơn như vậy có thể ngăn ngừa việcmang thai.

### Phân loại
Có bốn loại thuốc uống tránh thai khẩn cấp: thuốc kết hợp estrogen và proestin, thuốc chỉ chứa proestin (levonorgestrel, LNG) và thuốc antiprogestin (ulipristal axetat hoặc mifepristone). Thuốc chỉ có proestin và thuốc antiprogestin có sẵn dưới dạng thuốc tránh thai chuyên dụng (được đóng gói riêng để sử dụng như) thuốc tránh thai khẩn cấp. Thuốc kết hợp estrogen và proestin không còn có sẵn như thuốc tránh thai khẩn cấp chuyên dụng, nhưng một số loại thuốc tránh thai kết hợp thường xuyên có thể được sử dụng làm thuốc tránh thai khẩn cấp.
Thuốc tránh thai khẩn cấp chỉ có proestin có chứa levonorgestrel, dưới dạng một viên hoặc một liều chia hai viên được uống cách nhau 12 giờ, hiệu quả lên tới 72 giờ sau khi giao hợp. Các ECP chỉ có proestin được bán dưới nhiều tên thương hiệu khác nhau. Các ECP chỉ có proestin có sẵn tại quầy (OTC) ở một số quốc gia (ví dụ: Úc, Bangladesh, Bulgaria, Canada, Síp, Cộng hòa Séc, Đan Mạch, Estonia, Ấn Độ, Malta, Hà Lan, Na Uy, Bồ Đào Nha, Romania, Slovakia, Nam Phi, Thụy Điển, Hoa Kỳ), và có thể mua từ dược sĩ không cần toa thuốc ở một số nước khác 